# Savitree Amitrapai
Savitree Amitrapai (Thai: สาวิตรี อมิตรพ่าย; * 19. November 1988) ist eine thailändische Badmintonspielerin.

## Sportliche Karriere
Bei der Asienmeisterschaft 2010 gewann Savitree Amitrapai Bronze im Damendoppel mit Vacharaporn Munkit. Ebenfalls Bronze holten sie sich bei den Südostasienspielen 2009. Bei der Weltmeisterschaft desselben Jahres schieden sie jedoch in der ersten Runde aus. Gold gewann sie 2007 bei der Universiade im eigenen Land mit dem thailändischen Team.